# Tsugumi Sakurai
Tsugumi Sakurai (en japonés: 櫻井つぐみ, Sakurai Tsugumi; Kochi, 3 de septiembre de 2001) es una deportista japonesa que compite en lucha libre.
Participó en los Juegos Olímpicos de París 2024, obteniendo una medalla de oro en la categoría de 57 kg. Ganó tres medallas de oro en el Campeonato Mundial de Lucha entre los años 2021 y 2023.

## Palmarés internacional
| Juegos Olímpicos   | Juegos Olímpicos  | Juegos Olímpicos | Juegos Olímpicos |
| Año                | Lugar             | Medalla          | Categoría        |
| ------------------ | ----------------- | ---------------- | ---------------- |
| 2024               | París (Francia)   | Medalla de oro   | 57 kg            |
| Campeonato Mundial |                   |                  |                  |
| Año                | Lugar             | Medalla          | Categoría        |
| 2021               | Oslo (Noruega)    | Medalla de oro   | 55 kg            |
| 2022               | Belgrado (Serbia) | Medalla de oro   | 57 kg            |
| 2023               | Belgrado (Serbia) | Medalla de oro   | 57 kg            |